# Lehrmeinung
Als Lehrmeinung wird das bezeichnet, was als aktueller Stand einer Wissenschaft, einer Religion oder einer Weltanschauung angesehen wird. Eine grundlegende und als nicht verhandelbar angesehene Lehrmeinung nennt man hingegen Dogma.

## Wissenschaft allgemein
In den Wissenschaften wird die aktuelle Lehrmeinung als Stand der Wissenschaft oder Stand der Forschung bezeichnet oder mit einem lateinischen Fremdwort als communis opinio (‚gemeinsame Meinung‘, ‚allgemeine Meinung‘). Sie bildet sich in einer wissenschaftlichen Disziplin in der Regel durch Diskurs und weitgehenden Konsens innerhalb der Wissenschaftsgemeinde heraus („vorherrschende Meinung“ oder „herrschende Auffassung [der Gelehrten]“), wird aber auch durch Autorität und wissenschaftliche Schulen geprägt. Sie stellt stets eine Momentaufnahme des wissenschaftlichen Diskurses dar.
Es liegt im Wesen der Wissenschaft, dass die communis opinio nicht unveränderlich ist. Dies unterscheidet sie vom Dogma. Der Stand der Wissenschaft ändert sich nach Popper durch Falsifikation vorhandener Annahmen (Aussagen, Thesen, Hypothesen, Theorien) oder Methoden, die durch solche ersetzt werden, die sich besser bewähren. Dagegen findet nach Kuhn eine Änderung durch eine wissenschaftliche Revolution statt, wenn ein neues Paradigma gefunden wird, das Forschungsprobleme besser löst als das alte.
Die gegenwärtige Lehrmeinung kann durchaus hinter einen bereits zu einem früheren Zeitpunkt erreichten Wissensstand zurückfallen – insbesondere dann, wenn von außen ideologischer Druck auf die Wissenschaft(ler) ausgeübt wird. Beispiele hierfür sind die sogenannte Deutsche Physik im Nationalsozialismus oder der Lyssenkoismus in der Sowjetunion.
Rechtlich wird die jeweilige aktuelle wissenschaftliche Lehrmeinung als „Stand der Wissenschaft“ bezeichnet.

## Theologie
In der katholischen Theologie ist eine Lehrmeinung die nähere Interpretation eines Dogmas durch einen einzelnen kirchlichen Lehrer oder eine theologische Schulrichtung, die nicht glaubensverbindlich ist und gleichberechtigt neben anderen steht. Wenn eine Lehrmeinung eine unzulässige Deutung eines Dogmas zu beinhalten scheint, kann sie vom kirchlichen Lehramt geprüft und ggfs. zurückgewiesen werden. Dies ist jedoch im Verhältnis zur Fülle der Lehrmeinungen verschwindend selten der Fall.

## Rechtswissenschaft
In der Rechtswissenschaft wird der Begriff der herrschenden Lehre (h.L.) insbesondere als Gegenbegriff in Abgrenzung zur abweichenden Ansicht der Rechtsprechung verwendet (vgl. ständige Rechtsprechung). Sind herrschende Lehre und Rechtsprechung der gleichen Ansicht, so spricht man von herrschender Meinung (h. M.).